# A165 (Russland)
Die A165 ist eine Fernstraße föderaler Bedeutung in Russland. Sie verbindet im Nordkaukasus die Stadt Lermontow in der Region Stawropol mit der Hauptstadt der Republik Karatschai-Tscherkessien Tscherkessk.
Die Straße erhielt die Nummer A165 im Jahr 2010. Zuvor trug sie die Nummer A156, die 2010 an eine Fernstraße der Republik Karatschai-Tscherkessien vergeben wurde. Die Nummer A165 trug bis 2010 eine Straße in Sibirien, die heute die Nummer A340 führt.